# Océane Dodin
Océane Dodin (Lilla, 24 ottobre 1996) è una tennista francese.

## Biografia
Inizia a giocare da giovanissima seguendo il padre allenatore di tennis. È ambidestra e gioca un tennis aggressivo, aiutata anche da un buon servizio; la superficie che preferisce è il cemento.

## Carriera
Inizia a giocare nel circuito ITF a partire dal 2012 e l'anno successivo vince il suo primo titolo, a Les Franqueses del Vallès.
Nel 2014 vince tre titoli tra cui il torneo da $25.000 di Shrewsbury in cui ha sconfitto in finale Carina Witthöft. Nel novembre 2014 gioca il suo primo torneo WTA grazie alla wild-card per l'Open GDF Suez de Limoges dove vince i primi tre incontri accedendo così alle semifinali.
Inizia il 2015 con la possibilità di giocare il primo Slam in carriera grazie ad una wild-card per gli Australian Open e al primo incontro elimina la statunitense Alison Riske per poi arrendersi nel match successivo alla testa di serie nr. 22 Karolína Plíšková.
Nel 2016, Océane conquista la sua prima finale WTA a Québec City, battendo Naomi Broady (2-6 6-4 6-4), Sachia Vickery (6-4 6-4), Alison Van Uytvanck (6-2 6-4) e Julia Boserup (6-4 3-6 6-2). Nell'ultimo atto, la francese si impone su Lauren Davis con lo score di 6-4 6-3, conquistando così il suo primo titolo nel circuito maggiore. Grazie al successo, riesce a sfondare il muro della top-100.
Nel 2017, grazie ai quarti nell'International di Budapest e il terzo turno nel Mandatory di Madrid (battendo al secondo turno la n°5 del mondo Cibulková), raggiunge il suo best-ranking al n°46 del mondo a metà giugno. A Washington, la francese raggiunge la prima semifinale WTA dell'anno, cedendo a Ekaterina Makarova in tre set.
Nel 2018 gioca solo fino a luglio, per poi essere costretta a fermarsi per tutto il resto della stagione. Riprende a giocare nell'aprile 2019, nel frattempo sprofondando oltre la 400ª posizione nel ranking. Grazie a dei buoni risultati a livello ITF (1 titolo, 3 finali), risale la china, portandosi tra le prime 200 del mondo.
Nel 2020, torna a giocare a livello WTA a San Pietroburgo: passa le qualificazioni battendo Gračëva e Ferro; nel main-draw, il primo dal 2018, si impone su Kužmová e poi sulla top-15 Konta, approdando ai quarti di finale, dove si arrende in tre set a Elena Rybakina. Dopo il successo nell'ITF di Mâcon, raggiunge i quarti anche a nel WTA di Lione, eliminando Minella e Teichmann; tra le ultime otto, cede il passo alla n°5 del mondo e futura campionessa Sofia Kenin. Dopo la pausa forzata dovuta alla Pandemia di COVID-19, torna in campo ad agosto nel torneo di Palermo: passa le qualificazioni e il primo turno (contro Zidanšek), per poi soccombere a Dajana Jastrems'ka. Sul cemento americano, esce di scena al primo turno al Western & Southern Open e allo US Open. Dopo un primo turno al Roland Garros (recuperato a fine settembre), vince l'ITF di Reims, battendo in finale Ljudmila Samsonova. A Linz, dopo essersi qualificata per il main-draw, sconfigge Teichmann e Cîrstea, raggiungendo il terzo quarto di finale stagionale; nella circostanza, è costretta al ritiro contro Aryna Sabalenka. Nel frattempo, risale il ranking WTA, ponendosi a ridosso della top-100.
Nel 2021, torna in una semifinale WTA sulla terra di Palermo, imponendosi su Dulgheru, D'jačenko e Cristian; nel penultimo atto, si arrende a Elena-Gabriela Ruse, per 1-6 al terzo set. A livello ITF, vince un titolo nel Lussemburgo e raggiunge un'altra finale. Chiude l'anno al n°101 del mondo; tuttavia, nel corso dell'anno riesce a rientrare in top-100.
Nel 2022, riesce a cogliere una semifinale nel WTA 125 di Marbella, dove viene eliminata da Korpatsch. A Strasburgo, Océane supera Konjuh, Makarova e Golubic, raggiungendo la prima semifinale '250' da Palermo. Nella circostanza, è costretta al ritiro contro Angelique Kerber, che poi vincerà il titolo. Dopodiché, raccoglie molte sconfitte premature, tornando in fondo a un torneo solo nel '125' di Budapest, dove coglie la semifinale (dove è nuovamente costretta al ritiro). Termina la stagione al n°108, riuscendo, come nel 2021, a tornare per qualche periodo in top-100.
Nel 2023, Dodin conquista 3 titoli ITF tra gennaio e febbraio, decidendo di saltare la trasferta australiana; dopo non aver passato le qualificazioni per Dubai, arriva in finale nei 2 ITF di Trnava: in entrambe le circostanze, non riesce a trionfare, perdendo da Cristian e Havlíčková. Sulla terra, dopo non aver passato le qualificazioni per Madrid e Roma, disputa il torneo di Strasburgo, dove esce al primo turno contro la connazionale Jeanjean; al Roland Garros, per la prima volta dal 2017, vince il match d'esordio, contro la wild-card locale Séléna Janicijevic (0-6 6-2 6-1); al secondo round, viene eliminata dalla top-10 Jabeur. Su erba, non passa le qualificazioni per il main-draw di Wimbledon. Non riesce l'approdo al tabellone principale dello US Open, dove arriva all'ultimo turno di qualificazione, battuta da Laura Siegemund. Nel finale di stagione, coglie due altri titoli di livello ITF. Termina la stagione al n°102 del mondo.
Inizia il 2024 al WTA 125 di Canberra, dove esce ai quarti di finale. Successivamente prende parte all'Australian Open: all'esordio estromette Lin Zhu per 6-4, 6-3. Al secondo incontro elimina l'ex semifinalista slam Martina Trevisan con un duplice 6-4, qualificandosi per il terzo turno di uno slam per la prima volta in carriera. Nella circostanza vince il derby contro Clara Burel, giustiziera nel turno precedente della top-5 Pegula; approda così negli ottavi di finale, dove trova la seconda cinese del suo percorso, la top-15 Qinwen Zheng: in meno di un'ora, la francese è costretta alla resa con il punteggio di 0-6 3-6.

## Statistiche WTA

### Singolare

#### Vittorie (1)
| Legenda               |
| --------------------- |
| Grande Slam (0)       |
| Ori Olimpici (0)      |
| WTA Finals (0)        |
| Premier Mandatory (0) |
| Premier 5 (0)         |
| Premier (0)           |
| International (1)     |

| N. | Data              | Torneo                         | Superficie    | Avversaria in finale | Punteggio |
| 1. | 18 settembre 2016 | Coupe Banque Nationale, Québec | Sintetico (i) | Lauren Davis         | 6-4, 6-3  |

## Statistiche ITF

### Singolare

#### Vittorie (17)
| Torneo $100.000 (1) |
| Torneo $80.000 (0)  |
| Torneo $75.000 (0)  |
| Torneo $60.000 (3)  |
| Torneo $50.000 (0)  |
| Torneo $40.000 (1)  |
| Torneo $25.000 (9)  |
| Torneo $15.000 (0)  |
| Torneo $10.000 (3)  |

| N.  | Data              | Torneo                                                    | Superficie    | Avversaria in finale | Punteggio        |
| 1.  | 22 aprile 2013    | Les Franqueses Del Valles Open, Les Franqueses del Vallès | Cemento       | Tess Sugnaux         | 6–3, 6–3         |
| 2.  | 14 maggio 2014    | Tennis Organisation, Antalya                              | Cemento       | Alexa Guarachi       | 4–6, 6–4, 6–3    |
| 3.  | 23 giugno 2014    | Amarante Ladies Open, Amarante                            | Cemento       | Valerija Strachova   | 6–3, 6–2         |
| 4.  | 15 settembre 2014 | AEGON Pro Series Shrewsbury, Shrewsbury                   | Cemento (i)   | Carina Witthöft      | 6–4, 6–3         |
| 5.  | 17 novembre 2014  | Hart Open, Zawada                                         | Sintetico (i) | Jeļena Ostapenko     | 7–5, 6–4         |
| 6.  | 16 novembre 2015  | AEGON Pro Series Shrewsbury, Shrewsbury                   | Cemento (i)   | Freya Christie       | 7–6(3), 7–5      |
| 7.  | 29 agosto 2016    | Torneo Internacionales de Barcelona Femeninos, Barcellona | Terra rossa   | Ioana Loredana Roșca | 6–3, 6–4         |
| 8.  | 30 ottobre 2016   | Internationaux Féminins de la Vienne, Poitiers            | Cemento (i)   | Lauren Davis         | 6–4, 6–2         |
| 9.  | 13 ottobre 2019   | Open Feminin 50, Cherbourg-en-Cotentin                    | Cemento (i)   | Harmony Tan          | 6-4, 6-2         |
| 10. | 1º marzo 2020     | Open GDF SUEZ de la Ville de Macon, Mâcon                 | Cemento (i)   | Jessika Ponchet      | 3-6, 6-1, 6-3    |
| 11. | 25 ottobre 2020   | Internationaux de Reims, Reims                            | Cemento (i)   | Ljudmila Samsonova   | 6-4, 6-2         |
| 12. | 21 novembre 2021  | Kyotec Open, Pétange                                      | Cemento (i)   | Hanna Kubarava       | 6-3, 6-1         |
| 13. | 8 gennaio 2023    | Magic Tours, Monastir                                     | Cemento       | Kristina Dmitruk     | 6-1, 6-1         |
| 14. | 29 gennaio 2023   | Engie Open Andrézieux-Bouthéon 42, Andrézieux-Bouthéon    | Cemento (i)   | Audrey Albié         | 3-6, 6-2, 7-5    |
| 15. | 12 febbraio 2023  | Engie Open de l'Isère, Grenoble                           | Cemento (i)   | Simona Waltert       | 6-2, 7-5         |
| 16. | 4 novembre 2023   | Engie Open Nantes Atlantique, Nantes                      | Cemento (i)   | Gabriela Knutson     | 6(2)-7, 6-3, 6-2 |
| 17. | 19 novembre 2023  | Kyotec Open, Pétange                                      | Cemento (i)   | Alex Eala            | 6-1, 7-5         |

#### Sconfitte (12)
| Torneo $100.000 (2) |
| Torneo $80.000 (0)  |
| Torneo $75.000 (0)  |
| Torneo $60.000 (4)  |
| Torneo $50.000 (0)  |
| Torneo $40.000 (0)  |
| Torneo $25.000 (5)  |
| Torneo $15.000 (0)  |
| Torneo $10.000 (1)  |

| N.  | Data             | Torneo                                                               | Superficie  | Avversaria in finale | Punteggio         |
| 1.  | 21 luglio 2014   | Ciudad de Valladolid, Valladolid                                     | Cemento     | Laura Pous Tió       | 6–4, 5–7, 2–6     |
| 2.  | 20 ottobre 2014  | Internationaux Féminins de la Vienne, Poitiers                       | Cemento (i) | Tímea Babos          | 3–6, 6–4, 5–7     |
| 3.  | 10 agosto 2015   | Westend Ladies Tennis Cup, Westende                                  | Cemento     | Mihaela Buzărnescu   | 1–6, 1–6          |
| 4.  | 4 luglio 2016    | Open 88 Contrexéville, Contrexéville                                 | Terra rossa | Pauline Parmentier   | 1–6, 1–6          |
| 5.  | 8 agosto 2016    | Flanders Ladies Trophy Koksijde, Koksijde                            | Terra rossa | Richèl Hogenkamp     | 3–6, 6–4, 3–6     |
| 6.  | 7 luglio 2019    | Seixal Ladies Open, Corroios-Seixal                                  | Cemento     | Pemra Özgen          | 6-3, 4-6, 3-6     |
| 7.  | 11 agosto 2019   | Flanders Ladies Trophy Koksijde, Koksijde                            | Terra rossa | Richèl Hogenkamp     | 6-4, 1-6, 4-6     |
| 8.  | 10 novembre 2019 | Open International de Tennis Féminin de Saint-Etienne, Saint-Étienne | Cemento (i) | Ana Bogdan           | w/o               |
| 9.  | 7 novembre 2021  | Engie Open Nantes Atlantique, Nantes                                 | Cemento (i) | Anhelina Kalinina    | 6(4)-7, 0-1, rit. |
| 10. | 5 marzo 2023     | Empire Women's Indoor, Trnava                                        | Cemento (i) | Jaqueline Cristian   | 6(7)-7, 6(4)-7    |
| 11. | 12 marzo 2023    | Empire Women's Indoor, Trnava                                        | Cemento (i) | Lucie Havlíčková     | 6-3, 6(4)-7, 5-7  |
| 12. | 10 novembre 2024 | Kyotec Open, Pétange                                                 | Cemento (i) | Céline Naef          | 2-6, 4-6          |

## Vittorie contro le top-10 per stagione
| Stagione | 2017 | Totale |
| -------- | ---- | ------ |
| Vittorie | 1    | 1      |

| #    | Giocatrice         | Ranking | Evento              | Superficie  | Turno | Punteggio | Rank. ODR |
| ---- | ------------------ | ------- | ------------------- | ----------- | ----- | --------- | --------- |
| 2017 |                    |         |                     |             |       |           |           |
| 1.   | Dominika Cibulková | 5       | Madrid Open, Madrid | Terra rossa | 2T    | 6-2, 6-4  | 63        |